# Paul Esser
Paul Esser (født 24. april 1913, død 20. januar 1988) var en tysk skuespiller, der fik sin filmdebut i 1941. I løbet af 1970'erne blev han berømt i Skandinavien for at medvirke i filmatiseringerne af Astrid Lindgrens børnebøger. Han spillede eksempelvis Blom i tv-serien Pippi Langstrømpe (1969) og doktoren fra Mariannelund i Emil fra Lønneberg. I begge filmproduktioner blev hans stemme eftersynkroniseret på svensk af Hans Lindgren. Ud over disse film spillede Esser blandt andet også hovedrollen i detektivserien Gerningstedet (originaltitel: Tatort), der blev produceret af Sender Freies Berlin.
Den 18. maj 1981 blev Esser tildelt fortjenstorden Bundesverdienstkreuz. Han døde i 1988 og ligger begravet på Waldfriedhof Gauting i Bayern.

## Udvalgt filmografi
- Gasmanden (1941)
- Rotation (1949)
- Die lustigen Weiber von Windsor (1950)
- Kejserens undersåt (1951)
- Røverne fra Spessart (1958)
- De fredløse (1958)
- Sommeren med Liselotte (1959)
- Spøg til side - det spøger (1960)
- Ikke forsonet (1965)
- Pippi Langstrømpe (tv-serie, 1969)
- Was ist denn bloß mit Willi los? (1970)
- Unser Willi ist der Beste (1971)
- Emil fra Lønneberg (1971)
- Nye løjer med Emil fra Lønneberg (1972)
- Der Zarewitsch (tv-film, 1973)
- Gerningstedet (tv-serie, 1971-1974)
- Die wilden Fünfziger (1983)
- Drei Damen vom Grill (tv-serie, 1985-1987)